# Rekreation

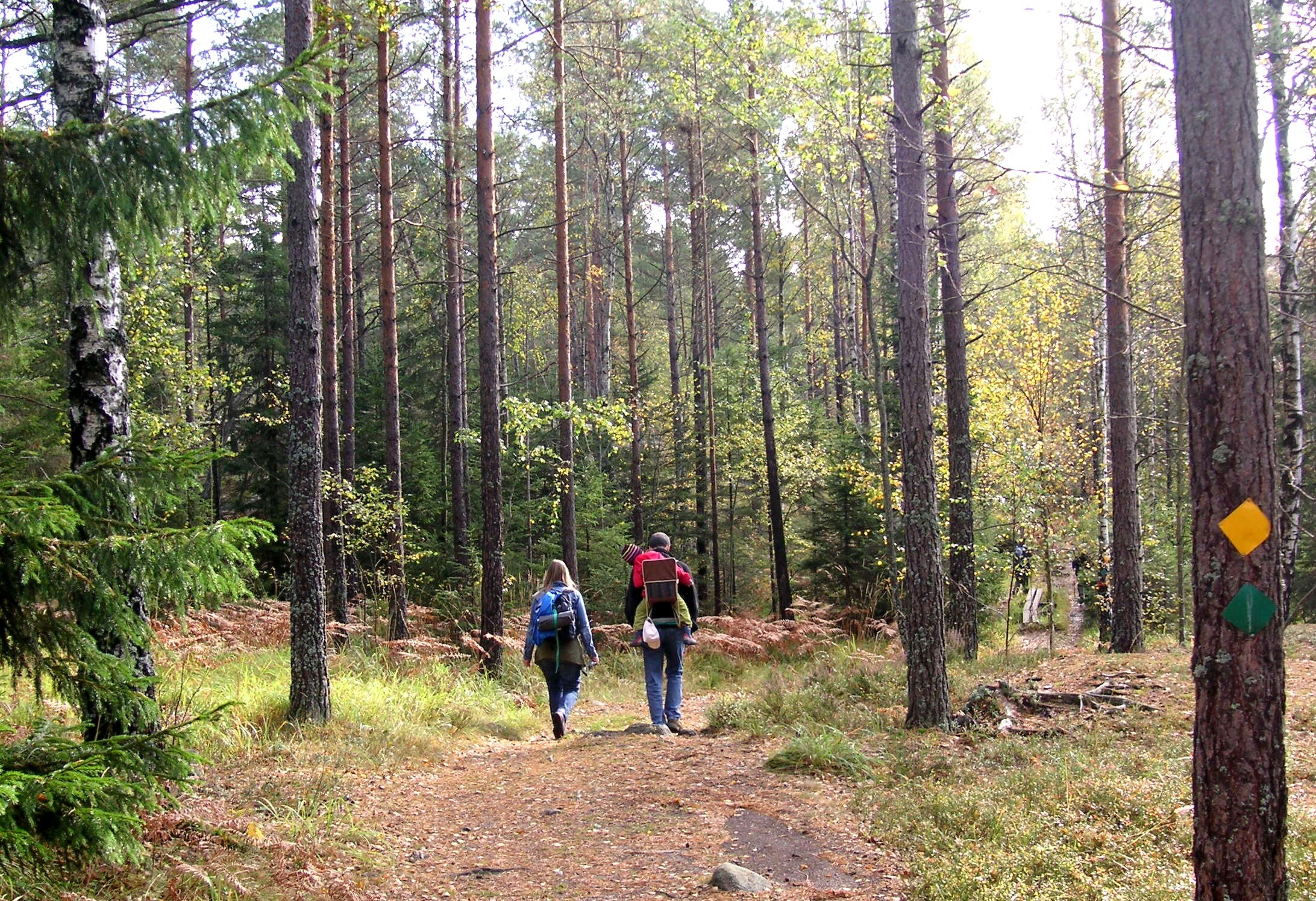
Rekreation i skogen

Rekreation (av latin recreare, ge nytt liv) är bland annat vila, vederkvickelse samt stärkande eller upplivande miljöombyte för att återhämta krafter. 
Utvidgad betyder rekreation även avkopplande aktivitet som främjar återhämtande av krafter såsom motion, skogspromenader, fiske, jakt och bedrivande av idrott och sport. Rekreation behövs exempelvis efter mentalt krävande sysselsättning eller som behandling efter sjukdom eller medicinskt trauma.